# Liste der Stolpersteine in Bad Camberg
Die Liste der Stolpersteine in Bad Camberg enthält die Stolpersteine, die im Rahmen des gleichnamigen Kunst-Projekts von Gunter Demnig in Bad Camberg verlegt wurden. Mit ihnen soll an die Opfer des Nationalsozialismus erinnert werden, die in Bad Camberg lebten und wirkten.
Am 13. Februar 2014 wurden dreizehn Stolpersteine verlegt, am 15. Mai 2015 sieben und am 3. November 2018 wurden zwölf Stolpersteine verlegt.

## Liste der Stolpersteine
| Name                             | Adresse                           | Bild | Inschrift | Verlegedatum  | Biografie und Anmerkungen |
| -------------------------------- | --------------------------------- | --- | --- | ------------- | ------------------------- |
| Daniel Levy                      | Bahnhofstraße 12 ·                | Bild gesucht Der Benutzer GeorgDerReisende ( Diskussion ) wünscht sich an dieser Stelle ein Bild vom Ort mit diesen Koordinaten 50.297687 8.264759 . Motiv: Bahnhofstraße 12, Stolperstein für Daniel Levy, die Lage und das Haus Falls du dabei helfen möchtest, erklärt die Anleitung , wie das geht. BW                                               | Hier wohnte Daniel Levy ... | 13. Feb. 2014 |                           |
| Jettchen Neumann                 | Burgstraße 16 ·                   | Bild gesucht Der Benutzer GeorgDerReisende ( Diskussion ) wünscht sich an dieser Stelle ein Bild vom Ort mit diesen Koordinaten 50.295503 8.270753 . Motiv: Burgstraße 16, Stolperstein für Jettchen Neumann, die Lage und das Haus Falls du dabei helfen möchtest, erklärt die Anleitung , wie das geht. BW                                             | Hier wohnte Jettchen Neumann ... |               |                           |
| Emma May                         | Frankfurter Straße 5 ·            | Bild gesucht Der Benutzer GeorgDerReisende ( Diskussion ) wünscht sich an dieser Stelle ein Bild vom Ort mit diesen Koordinaten 50.297019 8.268295 . Motiv: Frankfurter Straße 5, Stolpersteine für das Ehepaar May, die Lage und das Haus Falls du dabei helfen möchtest, erklärt die Anleitung , wie das geht. BW                                      | Hier wohnte Emma May ... |               |                           |
| Siegmund May                     | Frankfurter Straße 5 ·            | Bild gesucht Die Wikipedia wünscht sich an dieser Stelle ein Bild vom hier behandelten Ort. Weitere Infos zum Motiv findest du vielleicht auf der Diskussionsseite . Falls du dabei helfen möchtest, erklärt die Anleitung , wie das geht. BW | Hier wohnte Siegmund May ... |               |                           |
| Pauline Bachenheimer             | Frankfurter Straße 8 ·            | Stolperstein für Pauline Bachenheimer | Hier wohnte Pauline Bachenheimer geb. Stern Jg. 1869 unfreiwillig verzogen 1942 Frankfurt M. gedemütigt/entrechtet tot 19.8.1942             | 13. Feb. 2014 |                           |
| Siegfried Seligmann Bachenheimer | Frankfurter Straße 8 ·            | Stolperstein für Siegfried Seligmann Bachenheimer | Hier wohnte Seligmann Bachenheimer Jg. 1871 verhaftet 1942 Mauthausen ermordet 25.9.1942                                                     | 13. Feb. 2014 |                           |
| Hedwig May                       | Frankfurter Straße 32 ·           | Bild gesucht Der Benutzer GeorgDerReisende ( Diskussion ) wünscht sich an dieser Stelle ein Bild vom Ort mit diesen Koordinaten 50.296875 8.268291 . Motiv: Frankfurter Straße 32, Stolperstein für das Ehepaar May, die Lage und das Haus Falls du dabei helfen möchtest, erklärt die Anleitung , wie das geht. BW                                      | Hier wohnte Hedwig May ... | 13. Feb. 2014 |                           |
| Moritz May                       | Frankfurter Straße 32 ·           | Bild gesucht Die Wikipedia wünscht sich an dieser Stelle ein Bild vom hier behandelten Ort. Weitere Infos zum Motiv findest du vielleicht auf der Diskussionsseite . Falls du dabei helfen möchtest, erklärt die Anleitung , wie das geht. BW | Hier wohnte Moritz May ... | 13. Feb. 2014 |                           |
| Arnold Krings                    | Frankfurter Straße 34 ·           | Stolperstein für Arnold Krings | Hier wohnte Arnold Krings Jg. 1898 seit 1924 verschiedene Heilanstalten 'verlegt' 3.2.1941 Hadamar ermordet 3.2.1941 Aktion T4               | 15. Mai 2015  |                           |
| Gustav Eschenheimer              | Frankfurter Straße 38 ·           | Bild gesucht Der Benutzer GeorgDerReisende ( Diskussion ) wünscht sich an dieser Stelle ein Bild vom Ort mit diesen Koordinaten 50.296613 8.268846 . Motiv: Frankfurter Straße 38, Stolpersteine für die Familie Eschenheimer, die Lage und das Haus Falls du dabei helfen möchtest, erklärt die Anleitung , wie das geht. BW                            | Hier wohnte Gustav Eschenheimer ... |               |                           |
| Jeanette Eschenheimer            | Frankfurter Straße 38 ·           | Bild gesucht Die Wikipedia wünscht sich an dieser Stelle ein Bild vom hier behandelten Ort. Weitere Infos zum Motiv findest du vielleicht auf der Diskussionsseite . Falls du dabei helfen möchtest, erklärt die Anleitung , wie das geht. BW | Hier wohnte Jeanette Eschenheimer ... |               |                           |
| Eugen Eschenheimer               | Frankfurter Straße 38 ·           | Bild gesucht Die Wikipedia wünscht sich an dieser Stelle ein Bild vom hier behandelten Ort. Weitere Infos zum Motiv findest du vielleicht auf der Diskussionsseite . Falls du dabei helfen möchtest, erklärt die Anleitung , wie das geht. BW | Hier wohnte Eugen Eschenheimer ... |               |                           |
| Margarethe Duffy                 | Hirtengasse 2 ·                   | Stolperstein für Margarethe Duffy | Hier wohnte Margarethe Duffy geb. Meyer Jg. 1988 seit 1936 verschiedene Heilanstalten 'verlegt' 7.3.1941 Hadamar ermordet 7.3.1941 Aktion T4 | 15. Mai 2015  |                           |
| Herrmann Löwenthal               | Limburger Straße 17 ·             | Bild gesucht Der Benutzer GeorgDerReisende ( Diskussion ) wünscht sich an dieser Stelle ein Bild vom Ort mit diesen Koordinaten 50.298945 8.264675 . Motiv: Limburger Straße 17, Stolpersteine für Familie Löwenthal, die Lage und das Haus Falls du dabei helfen möchtest, erklärt die Anleitung , wie das geht. BW                                     | Hier wohnte Herrmann Löwenthal ... | 13. Feb. 2014 |                           |
| Regine Löwenthal                 | Limburger Straße 17 ·             | Bild gesucht Die Wikipedia wünscht sich an dieser Stelle ein Bild vom hier behandelten Ort. Weitere Infos zum Motiv findest du vielleicht auf der Diskussionsseite . Falls du dabei helfen möchtest, erklärt die Anleitung , wie das geht. BW | Hier wohnte Regine Löwenthal ... | 13. Feb. 2014 |                           |
| Irma Löwenthal                   | Limburger Straße 17 ·             | Bild gesucht Die Wikipedia wünscht sich an dieser Stelle ein Bild vom hier behandelten Ort. Weitere Infos zum Motiv findest du vielleicht auf der Diskussionsseite . Falls du dabei helfen möchtest, erklärt die Anleitung , wie das geht. BW | Hier wohnte Irma Löwenthal ... | 13. Feb. 2014 |                           |
| Louis Heymann                    | Limburger Straße 29 ·             | Bild gesucht Der Benutzer GeorgDerReisende ( Diskussion ) wünscht sich an dieser Stelle ein Bild vom Ort mit diesen Koordinaten 50.299526 8.263799 . Motiv: Limburger Straße 29, Stolpersteine für die Ehepaare Heymann und Heyum, sowie Heinrich Kaiser, die Lage und das Haus Falls du dabei helfen möchtest, erklärt die Anleitung , wie das geht. BW | Hier wohnte Louis Heymann ... |               |                           |
| Erna Heymann                     | Limburger Straße 29 ·             | Bild gesucht Die Wikipedia wünscht sich an dieser Stelle ein Bild vom hier behandelten Ort. Weitere Infos zum Motiv findest du vielleicht auf der Diskussionsseite . Falls du dabei helfen möchtest, erklärt die Anleitung , wie das geht. BW | Hier wohnte Erna Heymann ... |               |                           |
| Otto Heyum                       | Limburger Straße 29 ·             | Bild gesucht Die Wikipedia wünscht sich an dieser Stelle ein Bild vom hier behandelten Ort. Weitere Infos zum Motiv findest du vielleicht auf der Diskussionsseite . Falls du dabei helfen möchtest, erklärt die Anleitung , wie das geht. BW | Hier wohnte Otto Heyum ... |               |                           |
| Therese Heyum                    | Limburger Straße 29 ·             | Bild gesucht Die Wikipedia wünscht sich an dieser Stelle ein Bild vom hier behandelten Ort. Weitere Infos zum Motiv findest du vielleicht auf der Diskussionsseite . Falls du dabei helfen möchtest, erklärt die Anleitung , wie das geht. BW | Hier wohnte Therese Heyum ... |               |                           |
| Heinrich Kaiser                  | Limburger Straße 29 ·             | Bild gesucht Die Wikipedia wünscht sich an dieser Stelle ein Bild vom hier behandelten Ort. Weitere Infos zum Motiv findest du vielleicht auf der Diskussionsseite . Falls du dabei helfen möchtest, erklärt die Anleitung , wie das geht. BW | Hier wohnte Heinrich Kaiser ... |               |                           |
| Ernst Löwenberg                  | Mühlweg 14 ·                      | Stolperstein für Ernst Löwenberg | Hier wohnte Ernst Löwenberg Jg. 1899 eingewiesen 28.4.1937 Jacoby'sche Anstalt Bendorf-Sayn deportiert 1942 Izbica ermordet                  |               |                           |
| Josef Hollingshaus               | Neumarkt 1 ·                      | Stolperstein für Josef Hollingshaus | Hier wohnte Josef Hollingshaus Jg. 1914 'eingewiesen' 14.4.1944 Heilanstalt Weilmünster ermordet 5.9.1944                                    |               |                           |
| Franz Hollingshaus               | Neumarkt 1 ·                      | Stolperstein für Franz Hollingshaus | Hier wohnte Franz Hollingshaus Jg. 1921 'eingewiesen' 14.4.1944 Heilanstalt Weilmünster ermordet 25.9.1944                                   |               |                           |
| David Liebmann                   | Neumarkt 11 ·                     | Stolperstein für David Liebmann | Hier wohnte David Liebmann Jg. 1879 deportiert 1942                                                                                          | 13. Feb. 2014 |                           |
| Johanna Liebmann                 | Neumarkt 11 ·                     | Stolperstein für Johanna Liebmann | Hier wohnte Johanna Liebmann geb. Oppenheimer Jg. 1879 deportiert 1942 ermordet in Sobibor                                                   | 13. Feb. 2014 |                           |
| Recha Oppenheimer                | Obertorstraße 11 ·                | Bild gesucht Der Benutzer GeorgDerReisende ( Diskussion ) wünscht sich an dieser Stelle ein Bild vom Ort mit diesen Koordinaten 50.298272 8.270399 . Motiv: Obertorstraße 11, Stolperstein für Recha Oppenheimer, die Lage und das Haus Falls du dabei helfen möchtest, erklärt die Anleitung , wie das geht. BW                                         | Hier wohnte Recha Oppenheimer ... | 13. Feb. 2014 |                           |
| Adolf Kahn                       | Obertorstraße 39 ·                | Bild gesucht Der Benutzer GeorgDerReisende ( Diskussion ) wünscht sich an dieser Stelle ein Bild vom Ort mit diesen Koordinaten 50.298287 8.273487 . Motiv: Obertorstraße 39, Stolperstein für das Ehepaar Kahn, die Lage und das Haus Falls du dabei helfen möchtest, erklärt die Anleitung , wie das geht. BW                                          | Hier wohnte Adolf Kahn ... | 13. Feb. 2014 |                           |
| Dora Kahn                        | Obertorstraße 39 ·                | Bild gesucht Die Wikipedia wünscht sich an dieser Stelle ein Bild vom hier behandelten Ort. Weitere Infos zum Motiv findest du vielleicht auf der Diskussionsseite . Falls du dabei helfen möchtest, erklärt die Anleitung , wie das geht. BW | Hier wohnte Dora Kahn ... | 13. Feb. 2014 |                           |
| Josef Nagel                      | Erlenbachstraße 33, Erbach ·      | Bild gesucht Der Benutzer GeorgDerReisende ( Diskussion ) wünscht sich an dieser Stelle ein Bild vom Ort mit diesen Koordinaten 50.308216 8.256834 . Motiv: Erlenbachstraße 33, Stolperstein für Josef Nagel, die Lage und das Haus Falls du dabei helfen möchtest, erklärt die Anleitung , wie das geht. BW                                             | Hier wohnte Josef Nagel ... | 15. Mai 2015  |                           |
| Anton (Toni) Hollingshaus        | Limburger Straße 113, Erbach ·    | Bild gesucht Der Benutzer GeorgDerReisende ( Diskussion ) wünscht sich an dieser Stelle ein Bild vom Ort mit diesen Koordinaten 50.306137 8.256296 . Motiv: Limburger Straße 113, Stolperstein für Anton Hollingshaus, die Lage und das Haus Falls du dabei helfen möchtest, erklärt die Anleitung , wie das geht. BW                                    | Hier wohnte Anton (Toni) Hollingshaus ... | 15. Mai 2015  |                           |
| Elisabeth Belz                   | Weilstraße 26, Schwickershausen · | Bild gesucht Der Benutzer GeorgDerReisende ( Diskussion ) wünscht sich an dieser Stelle ein Bild vom Ort mit diesen Koordinaten 50.313755 8.299004 . Motiv: Weilstraße 26, Stolperstein für Elisabeth Belz, die Lage und das Haus Falls du dabei helfen möchtest, erklärt die Anleitung , wie das geht. BW                                               | Hier wohnte Elisabeth Belz ... | 15. Mai 2015  |                           |